# Aardwerk
Een aardwerk is een algemene term voor een bouwwerk dat (voornamelijk) bestaat uit opgeworpen of afgegraven aarde.
Moderne voorbeelden van aardwerken zijn dijken en taluds, onder de historische voorbeelden vallen de loopgravenstelsels uit de Eerste Wereldoorlog, terpen, wierden en neolithische henges. Omdat aardwerken inherent stabiel moeten zijn, blijven ze vaak lang bewaard. Veel sporen uit de prehistorie bestaan dan ook uit aardwerken, stenen gereedschappen en keramiek die eveneens de tand des tijds goed weerstaan. Behalve de genoemde henges zijn bijvoorbeeld van de bandkeramische cultuur kringgreppels en ringgraven bekend zoals het aardwerk van Herxheim. De oudste grootschalige aardwerken in Europa worden toegeschreven aan de michelsbergcultuur die rond 4400 tot 3500 v.Chr. verdedigingswerken opwierp op heuveltoppen. Minder spectaculair, maar eveneens veelzeggend zijn sporen van greppels en wallen die op een begrenzing van een terrein duiden en naast paalgaten tot de meest gevonden sporen tellen.